# 무어강

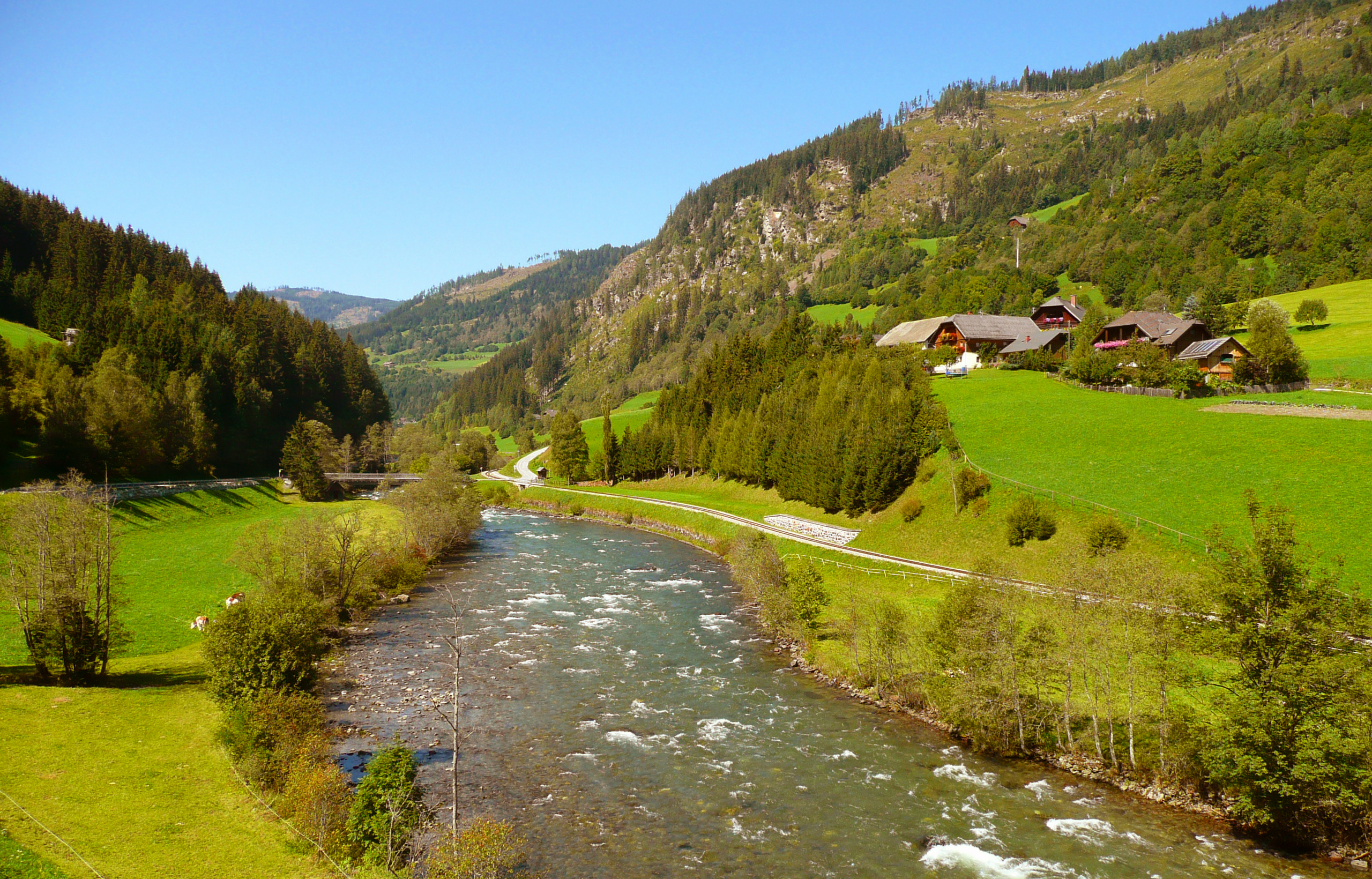
오스트리아를 흐르는 무어강의 모습

무어강(독일어: Mur) 또는 무러강(헝가리어: Mura), 무라강(크로아티아어: Mura, 슬로베니아어: Mura)은 중앙유럽에 위치한 강으로 길이는 465 km, 유역 면적은 13,824 km2, 평균 유랑은 166 m3/s이다. 드라바강의 지류이며 오스트리아, 헝가리, 슬로베니아, 크로아티아를 흐른다.
오스트리아에 위치한 호헤타우에른산맥(Hohe Tauern, 높이 1,898 m)에서 발원하며 크로아티아에서 드라바강과 합류한다. 강의 전체 길이인 465 km 가운데 295 km는 오스트리아 방향으로, 98 km는 슬로베니아 방향으로 흘러가며 나머지는 크로아티아-헝가리 국경 지대를 흐른다. 무어강과 접한 주요 도시로는 오스트리아 그라츠가 있다.